# Longueville (Manche)
Pour les articles homonymes, voir Longueville.
Longueville est une commune française, située dans le département de la Manche en région Normandie, peuplée de 612 habitants.

## Géographie
|  |

### Hydrographie
La commune est située dans le bassin Seine-Normandie. Elle est drainée par le ruisseau du Boscq, un bras du Bidel, le cours d'eau 01 du Bourg Vigny, le cours d'eau 01 du Moulin du Boscq et le fossé 01 du Village Félice,,.
Le ruisseau du Boscq, d'une longueur de 18 km, prend sa source dans la commune de La Meurdraquière et se jette  dans le golfe de Saint-Malo à Granville, après avoir traversé douze communes. 

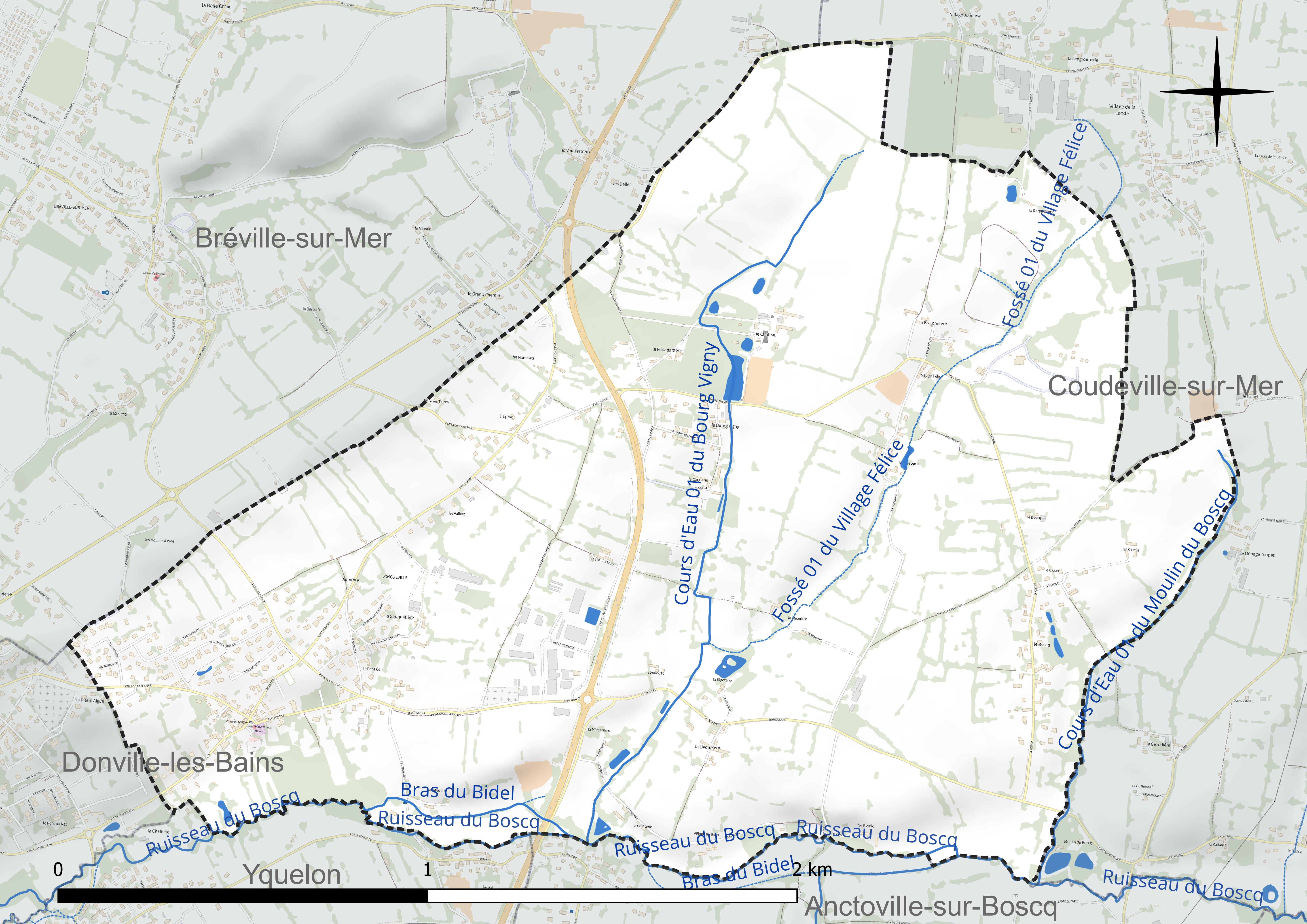
Réseau hydrographique de Longueville.

### Climat
Pour des articles plus généraux, voir Climat de la Normandie et Climat de la Manche.
En 2010, le climat de la commune est de type climat océanique franc, selon une étude du CNRS s'appuyant sur une série de données couvrant la période 1971-2000. En 2020, Météo-France publie une typologie des climats de la France métropolitaine dans laquelle la commune est exposée à un climat océanique et est dans la région climatique « Normandie (Cotentin, Orne) » et « Bretagne orientale et méridionale, Pays nantais, Vendée »0. Parallèlement le GIEC normand, un groupe régional d’experts sur le climat, différencie quant à lui, dans une étude de 2020, trois grands types de climats pour la région Normandie, nuancés à une échelle plus fine par les facteurs géographiques locaux. La commune est, selon ce zonage, exposée à un « climat maritime », correspondant au Cotentin et à l'ouest du département de la Manche, frais, humide et pluvieux, où les contrastes pluviométrique et thermique sont parfois très prononcés en quelques kilomètres quand le relief est marqué.
Pour la période 1971-2000, la température annuelle moyenne est de 11,1 °C, avec une amplitude thermique annuelle de 11,7 °C. Le cumul annuel moyen de précipitations est de 953 mm, avec 13,6 jours de précipitations en janvier et 8,5 jours en juillet. Pour la période 1991-2020, la température moyenne annuelle observée sur la station météorologique installée sur la commune est de 11,9 °C et le cumul annuel moyen de précipitations est de 802,4 mm,. Pour l'avenir, les paramètres climatiques de la commune estimés pour 2050 selon différents scénarios d’émission de gaz à effet de serre sont consultables sur un site dédié publié par Météo-France en novembre 2022.
| Mois                                  | jan.           | fév.           | mars          | avril         | mai           | juin          | jui.          | août         | sep.          | oct.          | nov.          | déc.          | année      |
| ------------------------------------- | -------------- | -------------- | ------------- | ------------- | ------------- | ------------- | ------------- | ------------ | ------------- | ------------- | ------------- | ------------- | ---------- |
| Température minimale moyenne (°C)     | 3,1            | 3,2            | 4,3           | 6,1           | 8,8           | 12,3          | 14            | 14,2         | 11,7          | 9,7           | 6,7           | 4,2           | 8,2        |
| Température moyenne (°C)              | 6              | 6,4            | 8,2           | 10,7          | 13,1          | 16,3          | 18,2          | 18           | 16,1          | 13,3          | 9,8           | 7,2           | 11,9       |
| Température maximale moyenne (°C)     | 8,9            | 9,6            | 12            | 15,3          | 17,4          | 20,4          | 22,4          | 21,9         | 20,4          | 16,8          | 12,9          | 10,1          | 15,7       |
| Record de froid (°C) date du record   | −11,3 07.01.09 | −10,1 12.02.12 | −6,9 07.03.11 | −6 03.04.13   | −2,7 13.05.10 | 3 07.06.15    | 4,2 01.07.11  | 4,4 01.08.15 | 0,2 30.09.18  | −1,8 15.10.09 | −7,8 29.11.10 | −8,5 31.12.16 | −11,3 2009 |
| Record de chaleur (°C) date du record | 15,3 01.01.22  | 19,7 26.02.19  | 25,1 30.03.21 | 28,2 21.04.18 | 29,9 26.05.17 | 36,5 28.06.19 | 40,4 18.07.22 | 35 11.08.22  | 34,1 14.09.20 | 29 02.10.11   | 21,8 01.11.15 | 16,4 31.12.22 | 40,4 2022  |
| Précipitations (mm)                   | 81,2           | 65,2           | 53,9          | 46,5          | 44,9          | 55,8          | 40,6          | 61,6         | 54            | 94,8          | 100,9         | 103           | 802,4      |

## Urbanisme

### Typologie
Au 1er janvier 2024, Longueville est catégorisée commune rurale à habitat dispersé, selon la nouvelle grille communale de densité à sept niveaux définie par l'Insee en 2022.
Elle appartient à l'unité urbaine de Granville, une agglomération intra-départementale regroupant neuf  communes, dont elle est une commune de la banlieue,,. Par ailleurs la commune fait partie de l'aire d'attraction de Granville, dont elle est une commune de la couronne,. Cette aire, qui regroupe 34 communes, est catégorisée dans les aires de moins de 50 000 habitants,.

### Occupation des sols
L'occupation des sols de la commune, telle qu'elle ressort de la base de données européenne d’occupation biophysique des sols Corine Land Cover (CLC), est marquée par l'importance des territoires agricoles (91,9 % en 2018), en diminution par rapport à 1990 (94,4 %). La répartition détaillée en 2018 est la suivante : prairies (66,3 %), zones agricoles hétérogènes (24,5 %), zones urbanisées (6,5 %), zones industrielles ou commerciales et réseaux de communication (1,5 %), terres arables (1,1 %). L'évolution de l’occupation des sols de la commune et de ses infrastructures peut être observée sur les différentes représentations cartographiques du territoire : la carte de Cassini (XVIIIe siècle), la carte d'état-major (1820-1866) et les cartes ou photos aériennes de l'IGN pour la période actuelle (1950 à aujourd'hui).

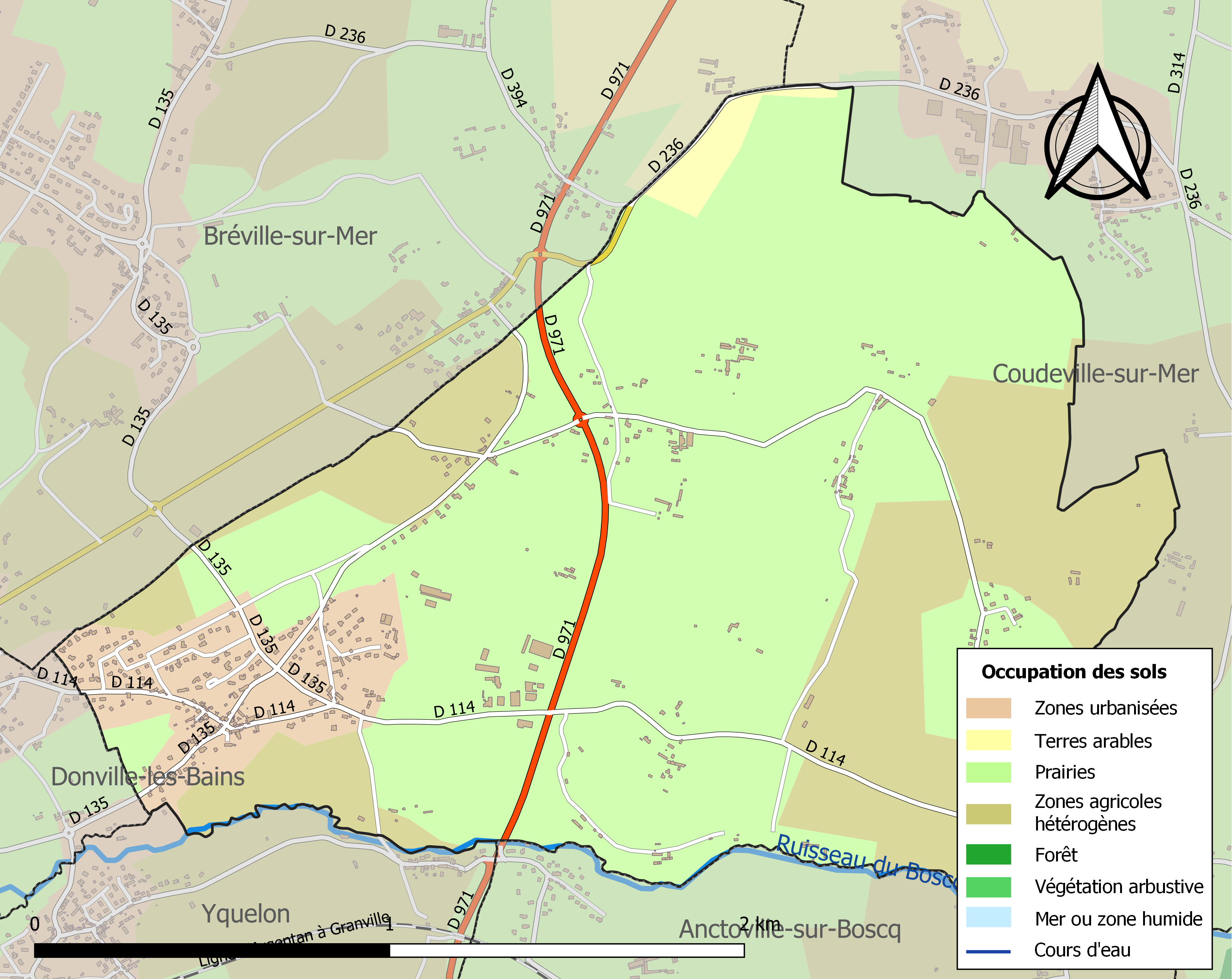
Carte des infrastructures et de l'occupation des sols de la commune en 2018 (CLC).

## Toponymie
Le nom de la localité est attesté sous la forme Longavilla vers 1280, Longvilla sans date.
De l'adjectif oïl longue et ville « village ».
Le gentilé est Longuevillais.

## Histoire
La seigneurie de Longueville fut la possession de diverses familles dont celles des Arundel et de Mary.

## Politique et administration

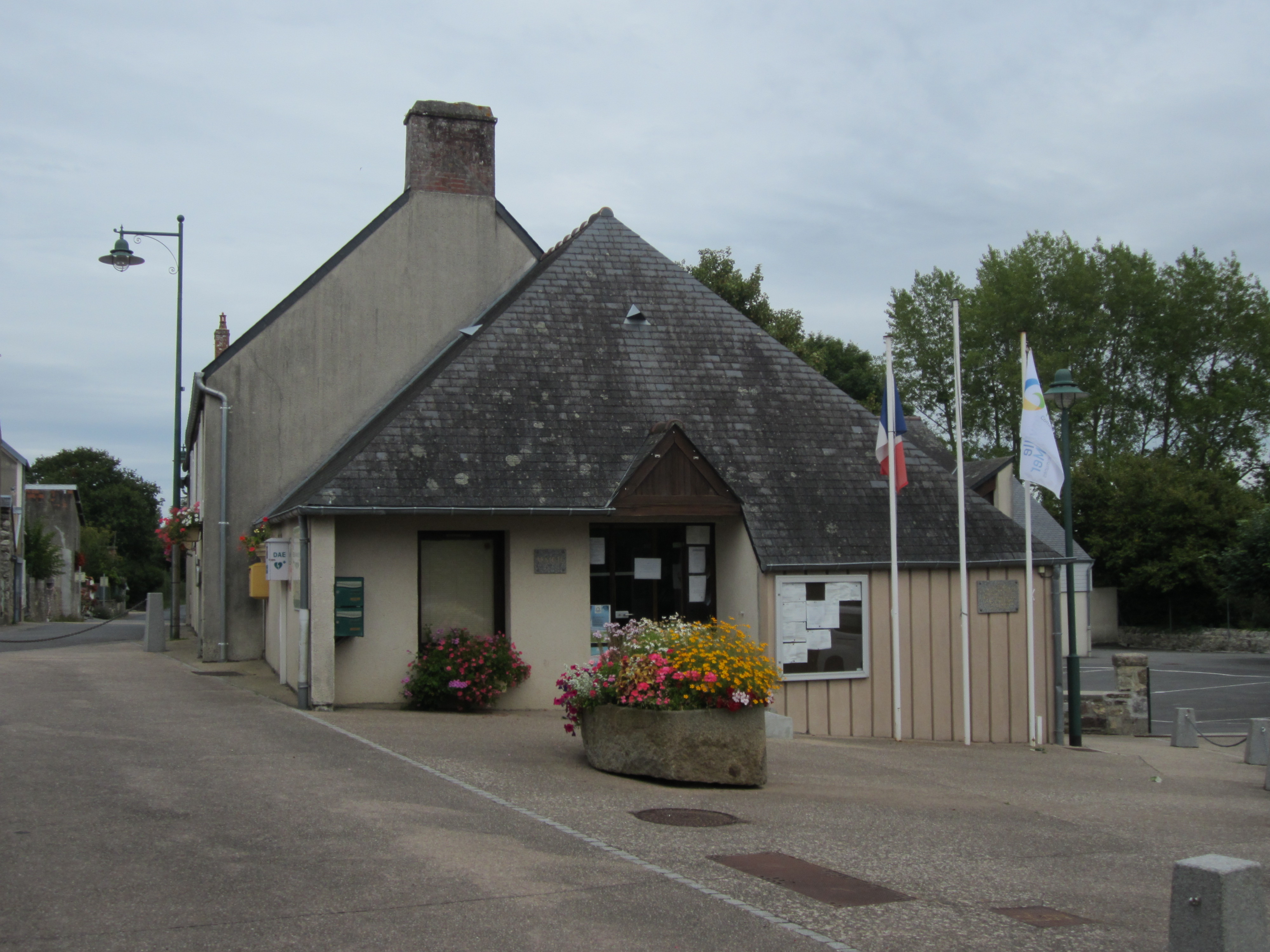
La mairie.

| Période                                  | Période   | Identité            | Étiquette | Qualité           |
| ---------------------------------------- | --------- | ------------------- | --------- | ----------------- |
| 1995                                     | mars 2014 | Dominique Confolent | SE        | Historien         |
| mars 2014                                | En cours  | Jack Lelégard       | SE        | Gérant de société |
| Les données manquantes sont à compléter. |           |                     |           |                   |

## Démographie
L'évolution du nombre d'habitants est connue à travers les recensements de la population effectués dans la commune depuis 1793. Pour les communes de moins de 10 000 habitants, une enquête de recensement portant sur toute la population est réalisée tous les cinq ans, les populations de référence des années intermédiaires étant quant à elles estimées par interpolation ou extrapolation. Pour la commune, le premier recensement exhaustif entrant dans le cadre du nouveau dispositif a été réalisé en 2008.
En 2022, la commune comptait 612 habitants, en évolution de +0,16 % par rapport à 2016 (Manche : −0,31 %, France hors Mayotte : +2,11 %).
| 1793 | 1800 | 1806 | 1821 | 1831 | 1836 | 1841 | 1846 | 1851 |
| ---- | ---- | ---- | ---- | ---- | ---- | ---- | ---- | ---- |
| 526  | 525  | 575  | 586  | 623  | 634  | 606  | 581  | 559  |

| 1856 | 1861 | 1866 | 1872 | 1876 | 1881 | 1886 | 1891 | 1896 |
| ---- | ---- | ---- | ---- | ---- | ---- | ---- | ---- | ---- |
| 532  | 530  | 506  | 503  | 502  | 512  | 501  | 423  | 418  |

| 1901 | 1906 | 1911 | 1921 | 1926 | 1931 | 1936 | 1946 | 1954 |
| ---- | ---- | ---- | ---- | ---- | ---- | ---- | ---- | ---- |
| 394  | 393  | 380  | 302  | 305  | 315  | 311  | 356  | 370  |

| 1962 | 1968 | 1975 | 1982 | 1990 | 1999 | 2006 | 2008 | 2013 |
| ---- | ---- | ---- | ---- | ---- | ---- | ---- | ---- | ---- |
| 372  | 348  | 357  | 455  | 530  | 530  | 592  | 609  | 624  |

| 2018 | 2022 | - | - | - | - | - | - | - |
| ---- | ---- | - | - | - | - | - | - | - |
| 596  | 612  | - | - | - | - | - | - | - |

## Lieux et monuments
- Église Saint-Pierre des XVIIe – XVIIIe siècles qui a conservé son plan roman. Elle dépend aujourd'hui de la nouvelle paroisse Saint-Clément du doyenné du Pays de Granville-Villedieu[27]. Elle abrite un bas-relief (XVIIe-XVIIIe), un maître-autel et retable (XVIIIe), des autels latéraux (XIXe)[28].
- Château de Longueville (XVIIe – XIXe siècles) dont le pigeonnier est inscrit en 1975 aux monuments historiques[29].
- Manoir de la Coquerie, détruit en 1908 par un incendie. Jardin fleuri et parc boisé de 7 500 m2.
- Ruines du château de Du Guesclin, près de la Coquerie. Ses armoiries ornent les cheminées de granit, mais il n'est pas avéré qu'il en ait été propriétaire[28].
- Ancien moulin.
- Croix de chemin des XVIIIe – XIXe siècles.
- Hippodrome de Longueville-Bréville fondé en 1878.

Pour mémoire
- Menhir dit la Pierre Hue ou Aigüe à la limite de Longueville et Donville. Il mesurait 3,35 m de haut hors-sol[28].

## Activité et manifestations

### Jumelages
Longueville est jumelée avec :

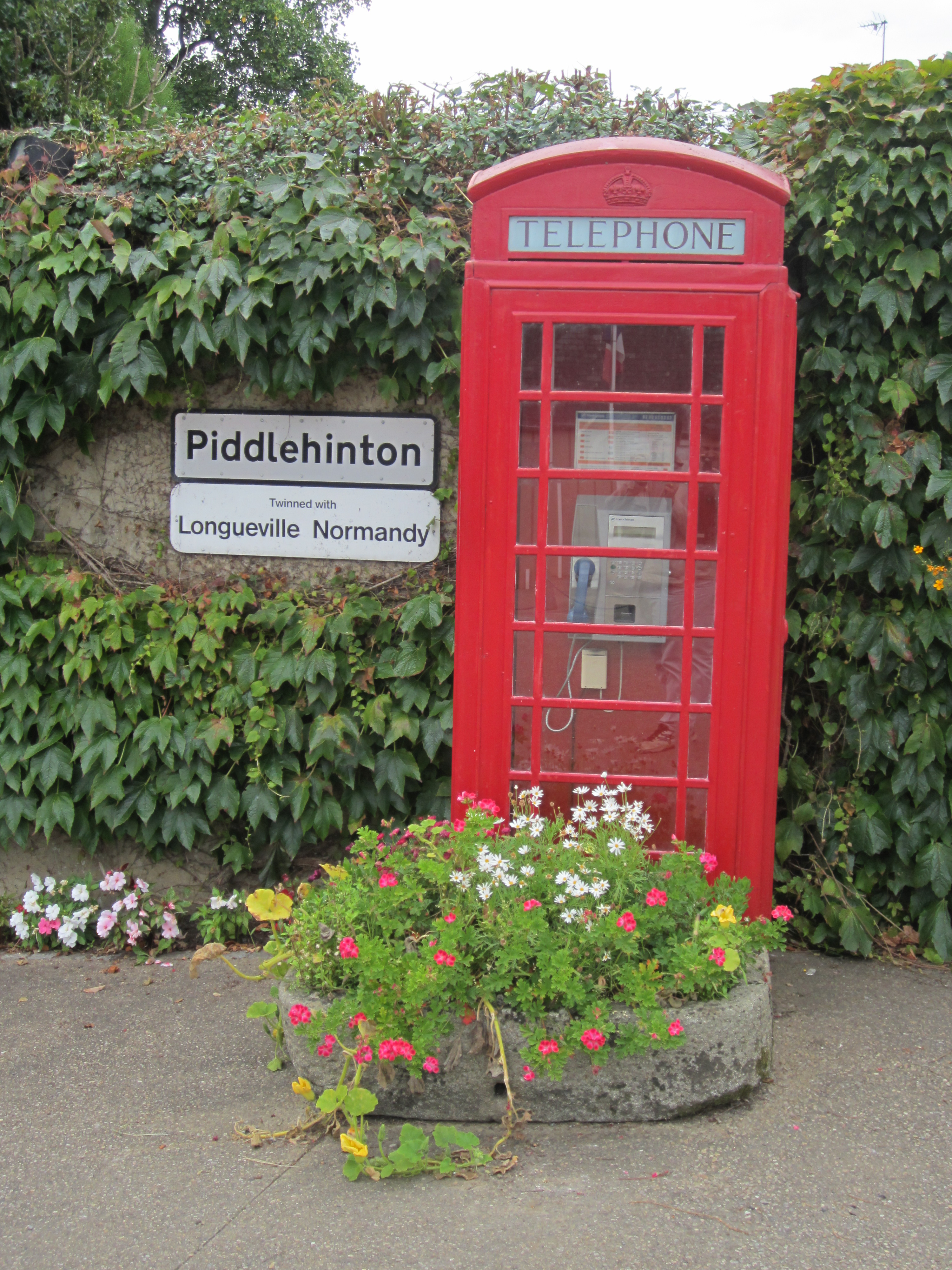
Cabine téléphonique anglaise.

- Labergement-Sainte-Marie, dans le Doubs[30] ;
- Piddlehinton (Dorset, Royaume-Uni).

## Personnalités liées à la commune
- Famille de Mary, écuyers et seigneurs de Longueville qui compte dans ses rangs, Anne-Bon-François de Mary de Longueville (1757-1780), page du duc d'Orléans en 1767 et capitaine de cavalerie au régiment d'Orléans[28].
- Eugène Charles Marie des Essarts (Longueville 1802 - 1869), magistrat et homme politique.